# Lichteneichen (Radevormwald)
Lichteneichen ist eine Hofschaft in Radevormwald im Oberbergischen Kreis im nordrhein-westfälischen Regierungsbezirk Köln in Deutschland.

## Lage und Beschreibung
Die Hofschaft Lichteneichen liegt im Süden von Radevormwald an der Stadtgrenze zu Wipperfürth und zu Hückeswagen in der Nähe der Bevertalsperre. Die Nachbarorte sind Stoote und Hönderbruch.
An Lichteneichen fließt im Osten der Erlenbach vorbei, der in seinem weiteren Verlauf in die Erlenbach-Vorsperre der Bevertalsperre mündet. Nördlich von Lichteneichen liegt der Scheuerberg (357,1 m ü. NHN).
Politisch im Stadtrat von Radevormwald vertreten wird der Ort durch den Direktkandidaten des Wahlbezirks 180.

## Geschichte
Die Hofschaft ist in der topografischen Karte von 1894 bis 1896 als umgrenzte Fläche mit darauf befindlichen Gebäudegrundrissen verzeichnet.
Die im letzten Drittel des 13. Jahrhunderts aufgeworfene sogenannte „Hückeswagener Landwehr“. verlief im Bereich dieser Hofschaft. Sie schützte das seit 1260 durch Kauf bergisch gewordene Landgericht und Kirchspiel Hückeswagen vor Einfällen aus dem noch kurkölnischen Landgericht Radevormwald. Andere Literatur beschreibt den Lichteneichen streifenden Teil dieser Linie als „Ispingrader Landwehr“. Von Radevormwald Ispingrade verlief sie demnach über Marke bis in die Nähe von Stoote.

## Wanderwege
Knapp 200 Meter westlich der Hofschaft führt die SGV-Hauptwanderstrecke X28 (Graf-Engelbert-Weg) von Hattingen nach Schladern/Sieg vorbei.

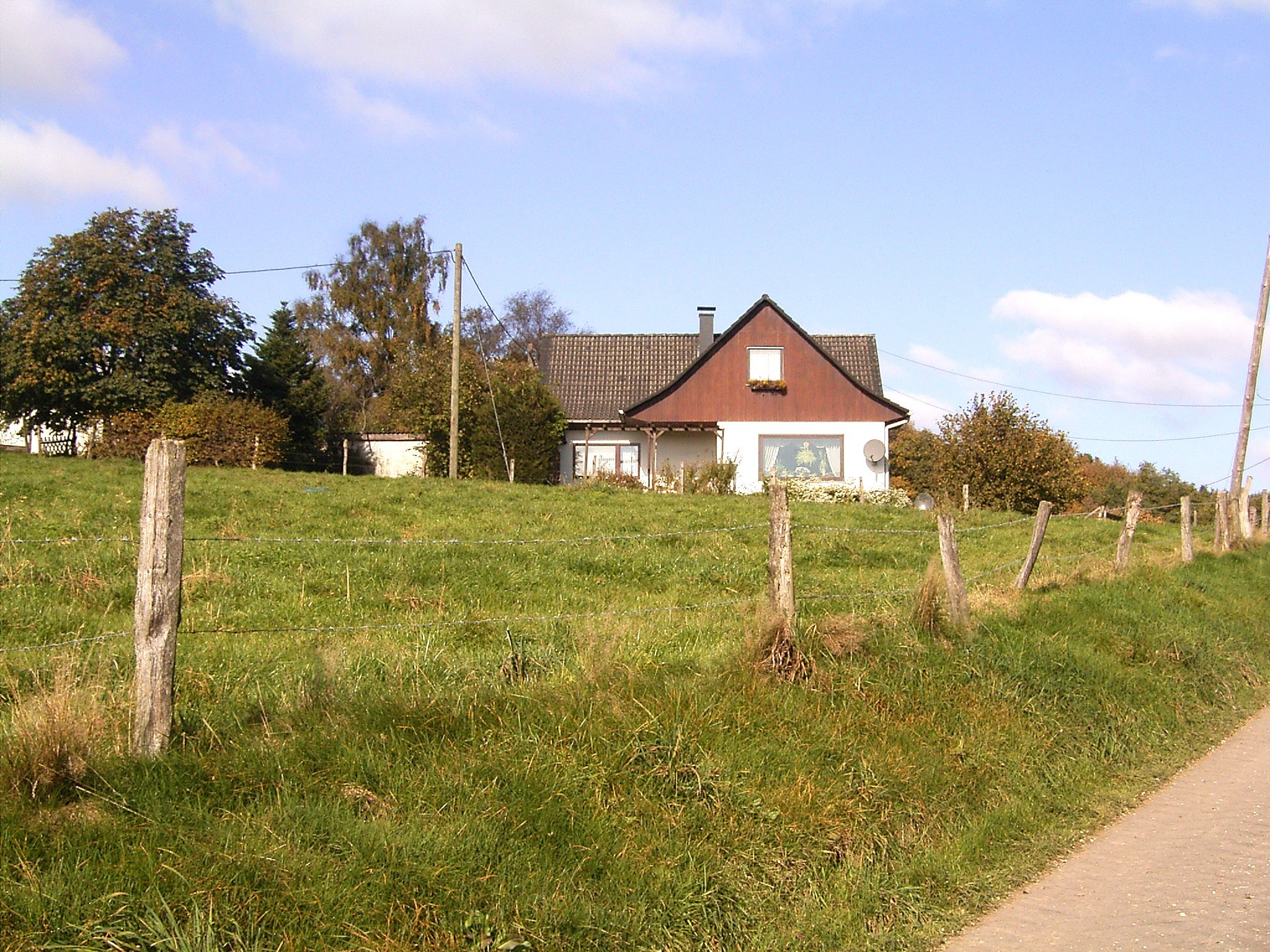
Lichteneichen 2
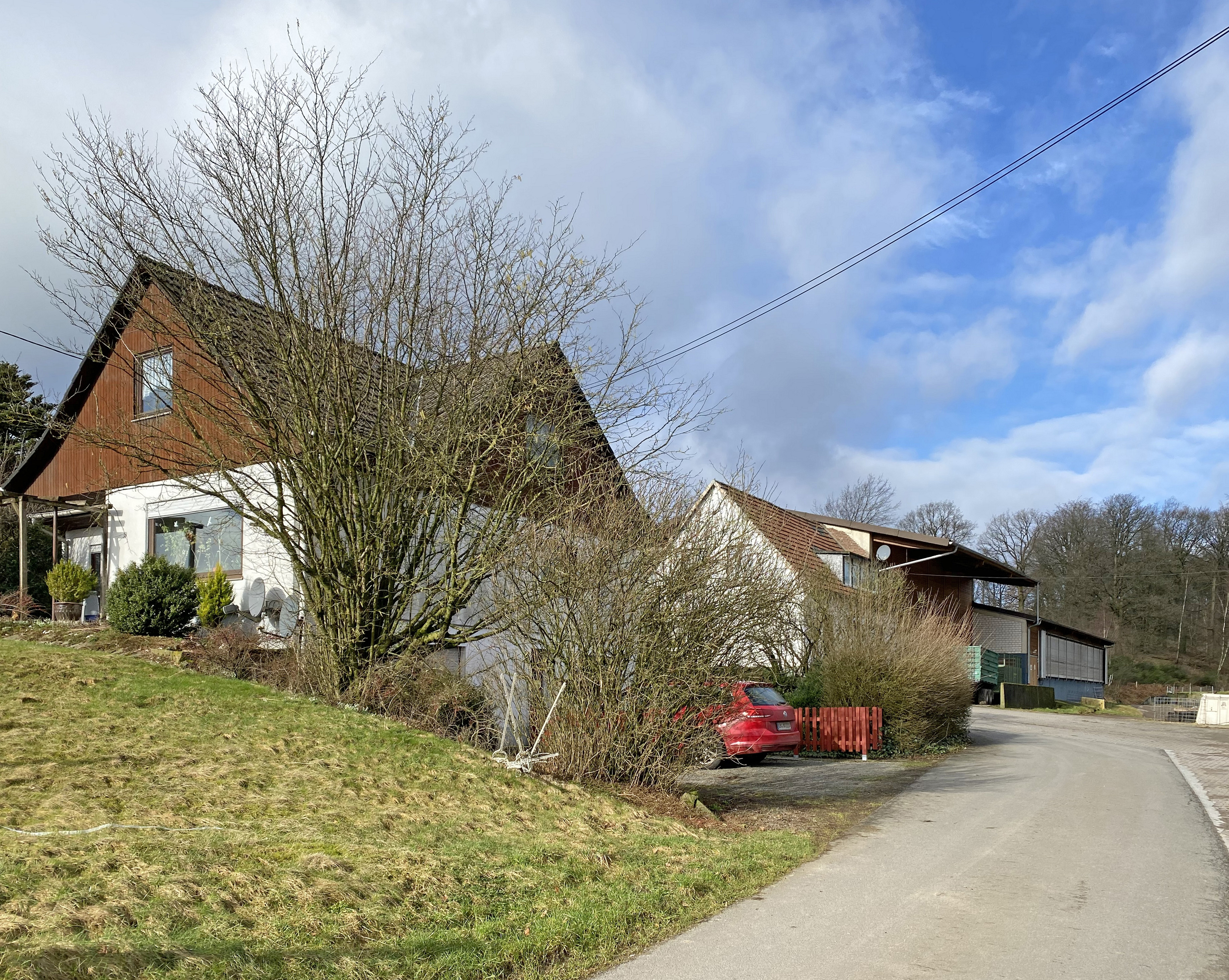
Lichteneichen 1 und 2
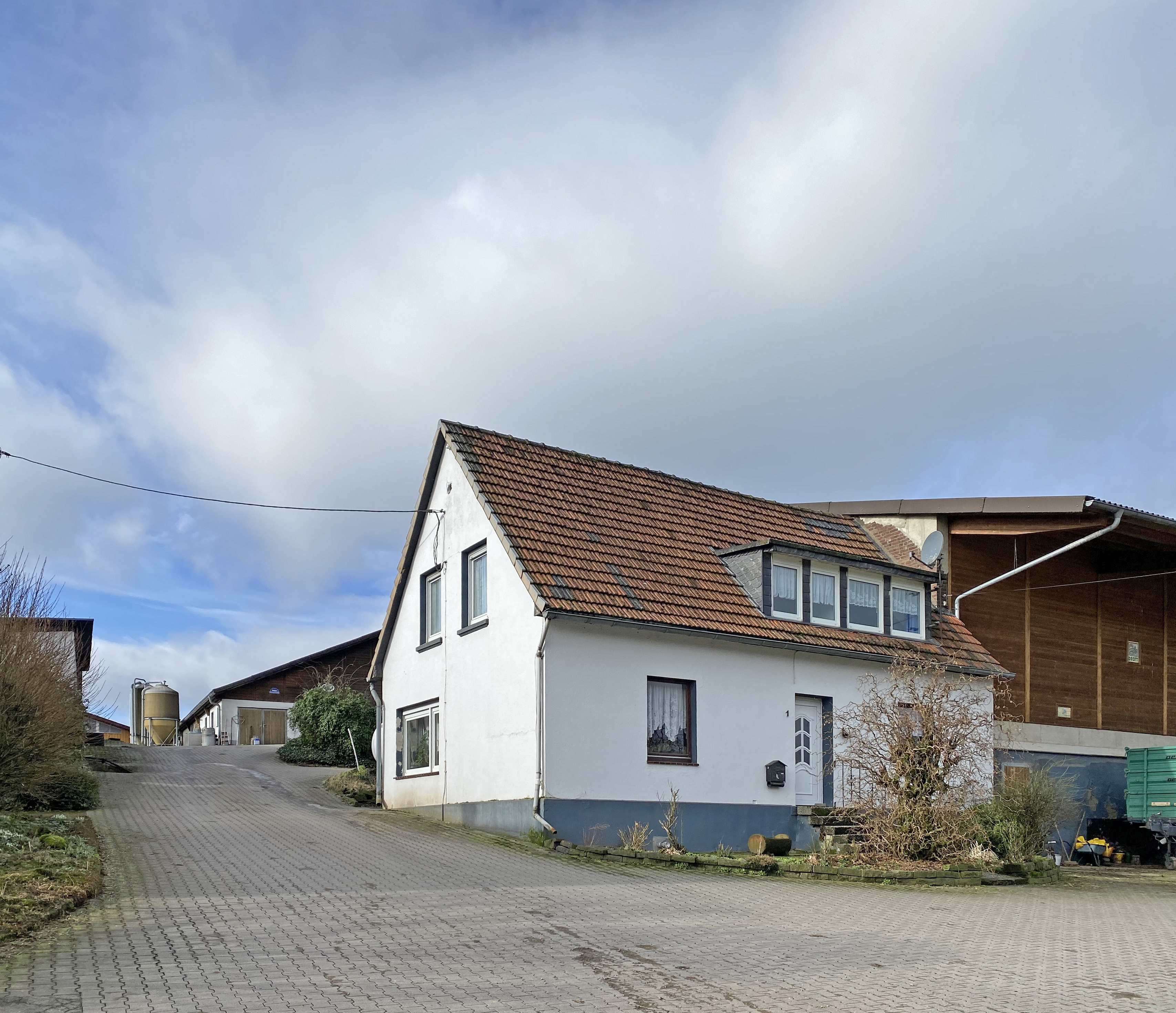
Hof Lichteneichen 1
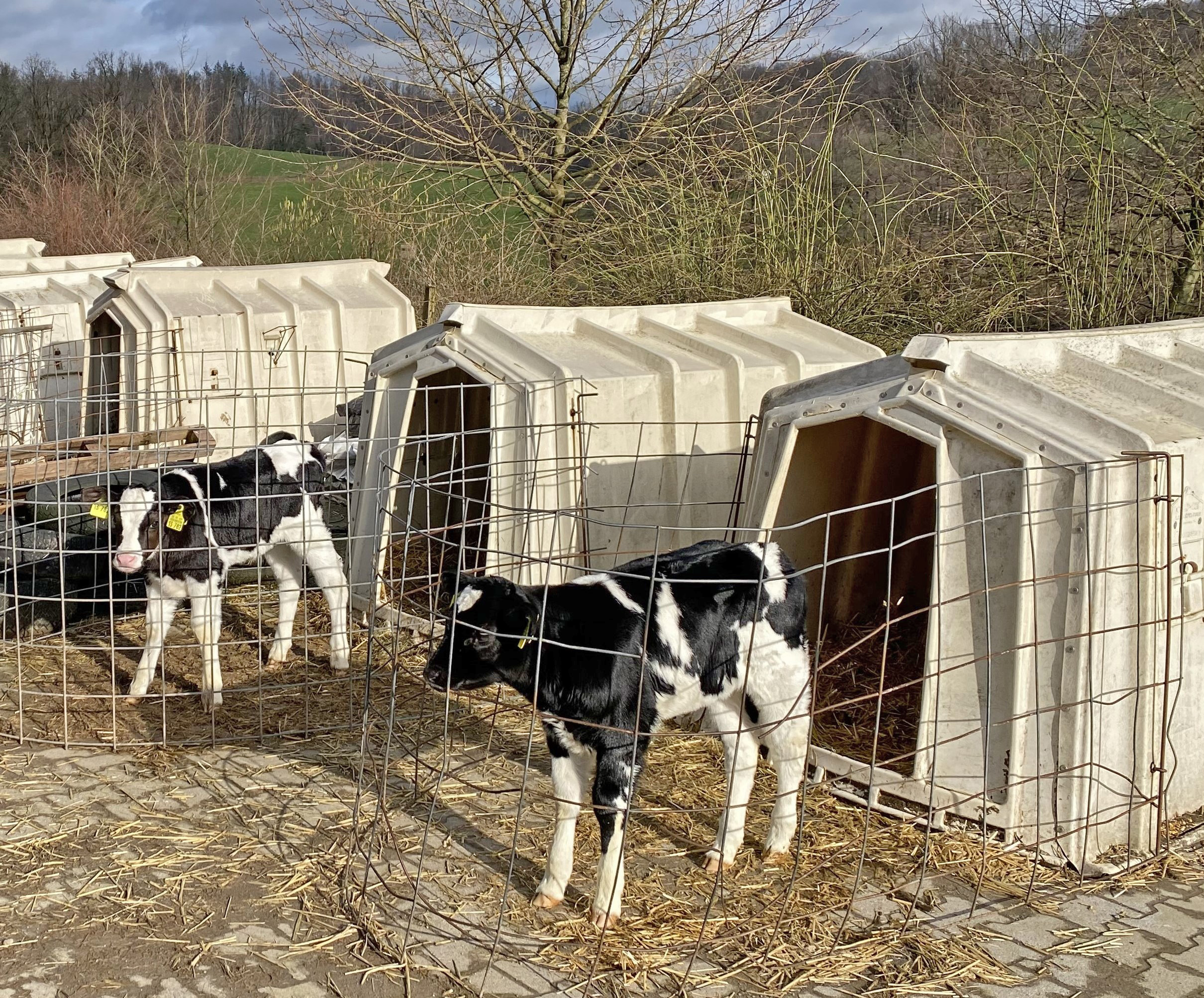
Kälber – Hof Lichteneichen 1